# 伊尼戈·乌尔库留
伊尼戈·乌尔库留（西班牙語：Íñigo Urkullu，1961年9月18日—）是西班牙巴斯克自治區阿隆索特希出身的政治人物，2012年当选第7任巴斯克政府主席。2008年至2012年担任巴斯克民族主义党主席，直至因為擔任政府主席而卸下。

## 经历
1961年9月18日出生于比斯開省阿隆索特希。父亲是车床工人，母亲是裁缝。毕业于德乌斯托大学的巴斯克语师范专业。后来进入政界，连续当选巴斯克自治区议会议员。
2016年3月20日至22日，他邀请中国驻西班牙大使吕凡赴巴斯克自治区访问考察，部分中国商会企业代表陪同出席了活动。
在2017－2018年西班牙憲政危機期间，他试图在西班牙和加泰罗尼亚政府之间进行调解，避免加泰羅尼亞獨立宣言的发表，但这些尝试都失败了。他还宣布为加泰隆尼亞獨派領袖審訊作证。
2018年5月2日，巴斯克地区恐怖组织埃塔宣布彻底解散。乌尔库留认为这是一个非常重要的时刻，撕下了西班牙近代史上的黑暗一章。这些恐怖分子必须承认他们造成的伤害。